# 2-й Магистральный тупик
Второ́й Магистра́льный тупи́к — тупик, расположенный в Северном административном округе города Москвы на территории Хорошёвского района.

## История
Тупик получил своё название 23 мая 1952 года как часть системы транспортных магистралей между многочисленными промышленными предприятиями, сосредоточенными на стыке Хорошёвского и Пресненского районов.

## Расположение

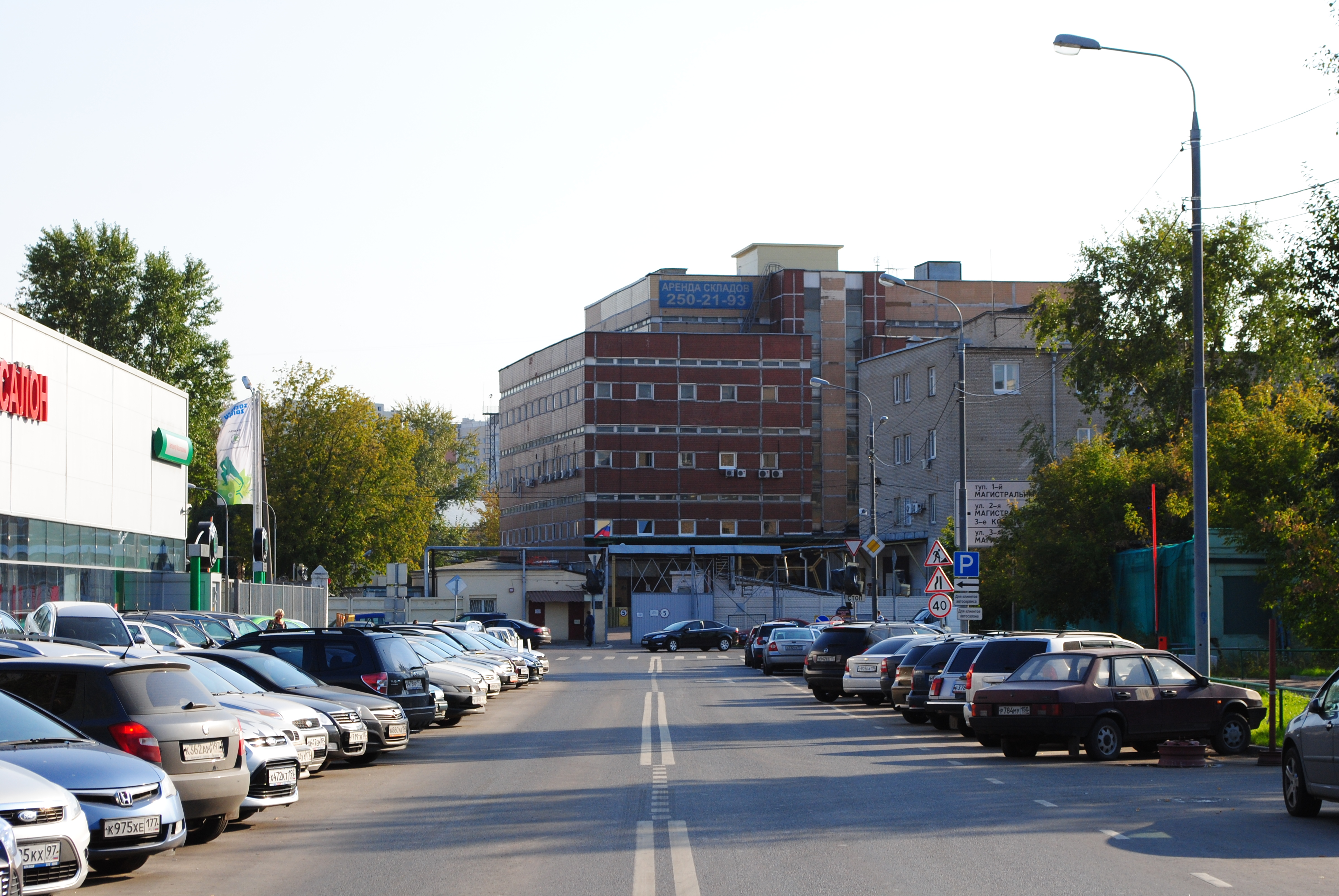
2-й Магистральный тупик (вид от Звенигородской эстакады в сторону 1-го Магистрального тупика).

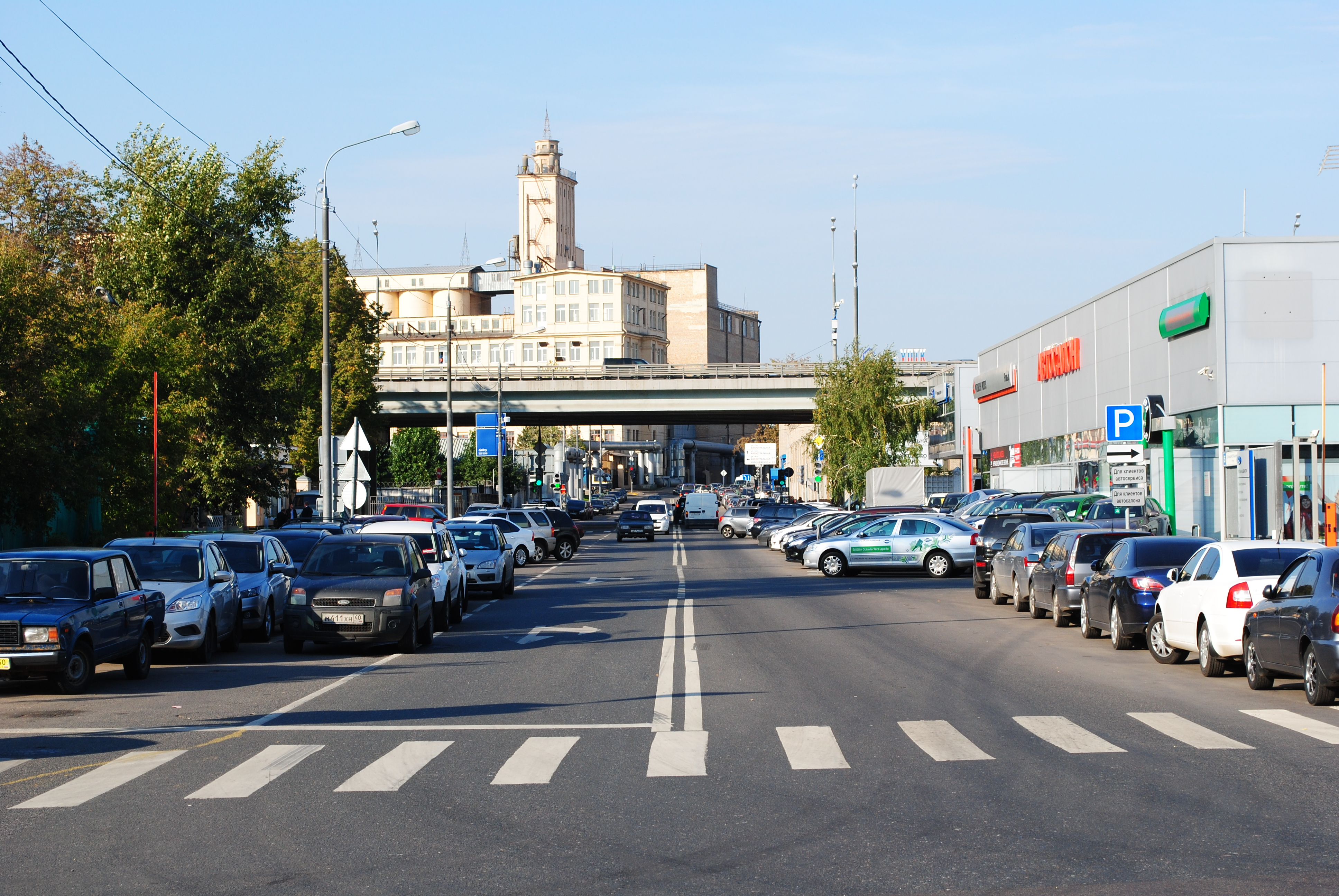
2-й Магистральный тупик (вид от 1-го Магистрального тупика в сторону Звенигородской эстакады, 1-й и 5-й Магистральных улиц).

2-й Магистральный тупик, являясь продолжением 5-й Магистральной улицы, проходит от 1-й Магистральной улицы на юг, пересекает в тоннеле Звенигородское шоссе и доходит до 1-го Магистрального тупика. Имея сквозные проезды со обоих концов, несмотря на своё название тупиком не является. Нумерация домов начинается от 1-й Магистральной улицы.

### Метро
- Станция метро «Полежаевская» Таганско-Краснопресненской линии — севернее тупика, на Хорошёвском шоссе.
- Станция метро «Хорошёвская» Большой кольцевой линии — севернее улицы, на Хорошёвском шоссе
- Станция метро «Шелепиха» Большой кольцевой линии — южнее улицы, на Шелепихинском шоссе.

### Железнодорожный транспорт
- Станция МЦК «Шелепиха» — южнее улицы, на Шелепихинском шоссе.